# The Continental (New York City)
The Continental, auch Tower 111, ist ein Wolkenkratzer in Manhattan in New York City, Vereinigte Staaten.

## Beschreibung
Der Wohnturm befindet sich an der Westseite der Sixth Avenue (Avenue of the Americas), Ecke West 32nd Street im Stadtteil Chelsea in Midtown Manhattan. Östlich liegen schräg gegenüber der „Greeley Square Park“ und der Broadway. Das Empire State Building östlich, die Penn Station westlich und der Herald Square nördlich sind jeweils nur zwei Blocks entfernt.
Der Wohnwolkenkratzer wurde vom griechisch-amerikanischen Architekten Costas Kondylis im Auftrag des Bauherrn Tower 111 LLC entworfen und von 2009 bis 2011 erbaut. Der Turm ist 168,9 m (554 Fuß) hoch und hat 48 Stockwerke. Das Gebäude beherbergt 338 luxuriös ausgestattete Mietwohnungen. Den Bewohnern stehen unter anderem ein Swimmingpool, ein Fitnessstudio und eine Dachterrasse zur Verfügung.